# Tédio Boys
Tédio Boys war eine portugiesische Psychobilly-/Garage-Rock-Band.

## Geschichte

### Anfänge ab 1989
Sie gründeten sich 1989 in Coimbra in der Bar Moçambique, einem Szenetreffpunkt in der Nähe der Universität Coimbra. Der Bandname ist ein Wortspiel, das sich aus dem Begriff der Jugendsubkultur der Teddy Boys, und dem portugiesischen Wort für Langeweile (Tédio) ergibt und das Lebensgefühl der Szene in Coimbra zu der Zeit widerspiegeln sollte.
Sie spielten gelegentlich auf offener Straße in Coimbra, von wo sie die Polizei wegen der Lautstärke vertrieb. Durch ihre als explosiv beschriebenen Auftritte und ihre eigenwillige Musik, die Rockabilly mit Punk mischte, wurden sie in der Folge in Subkultur-Kreisen bekannt, jedoch nur langsam darüber hinaus. 1993 spielten sie als Vorgruppe für Siouxsie and the Banshees vor größerem Publikum, auf einem Festival in Figueira da Foz (I. Mostra de Música Moderna da Figueira da Foz).

### Aktive Jahre
Nachdem ihre Demokassette in Szenekreisen zu kursieren begonnen hatte, nahmen sie mit Porkabilly Psychosis 1994 ihr erstes Album auf. Auf der traditionellen studentischen Abschiedsfeier, das als Queima das Fitas ein ausgelassenes jährliches Volksfest mit Umzügen und nächtlichen Konzerten ist, konnten sie 1995 auf der Hauptbühne auftreten. Sie sorgten dabei für Aufsehen, als sie weitgehend nackt auf die Bühne kamen. Das US-amerikanische Plattenlabel Elevator Music wurde auf die Band aufmerksam und nahm sie unter Vertrag. Dort veröffentlichten sie ihre weiteren Platten und tourten in der Folge vermehrt in den USA. Ihre Musik entwickelte sich dabei weiter, und während der Anteil des Rockabillys und Psychobillys zurückging, nahm ihre Nähe zum Garage Rock zu.
Die regelmäßige Präsenz in den USA erhöhte ihren Bekanntheitsgrad dort. Jello Biafra zeigte sich von ihnen begeistert, und sie spielten auf einer Geburtstagsfeier von Joey Ramone, auf der auch Musiker wie New York Dolls, Iggy Pop oder Joe Strummer waren. Auf ihrer letzten US-Tour kam innerhalb der Band Missstimmung auf, und die Band löste sich 2000 auf Grund musikalischer Differenzen auf.

### Seit Auflösung 2000
Nach dem Ende der Band verfolgten ihre Mitglieder verschiedene eigene Projekte. Einer der beiden Songschreiber der Band, der Gitarrist Victor Torpedo (auch Vitinho genannt), ging nach London, wo er die Band The Parkinsons gründete, und er spielte in einem Projekt namens Blood Safari. Der andere war Paulo Furtado, der sowohl mit seiner Band WrayGunn, als auch mit seinem Solo-Projekt The Legendary Tigerman erfolgreich in Portugal wurde. Toni Fortuna ist Sänger der Indie-Rock-/Punk-Band d3o aus Coimbra, während Schlagzeuger Kaló u. a. bei der Rock-’n’-Roll-Band Bunnyranch trommelte und seit 2016 mit seinem Projekt The Twist Connection aktiv ist. Vom ehemaligen Bassisten André Ribeiro sind keine musikalischen Aktivitäten bekannt geworden.
2007 hatte der Dokumentarfilm Filhos do Tédio („Söhne der Langeweile“) auf dem IndieLisboa-Filmfestival Premiere. Der Film zeigt die Geschichte der Band, mit Schwerpunkten auf ihrer Frühphase und ihren US-amerikanischen Touren. Die anwesenden Bandmitglieder äußerten sich amüsiert und angetan zugleich. So sagte Paulo Furtado, der Film sei zwar nur eine von verschiedenen möglichen Sichtweisen auf die Band, sei aber zutreffend und somit eine gültige Sicht.

## Diskografie
- 1994: Porkabilly Psychosis
- 1996: Outer Space Shit!!!
- 1997: Go Country!! - Tédio Boys Fuck the Beatles (EP)
- 1998: Bad Trip
- 2000: Jungle E.P. (EP)
- 2013: Filhos do Tédio